# Абрагам Брейгель
Абрагам Брейгель (нід. Abraham Brueghel 28 листопада 1631, Антверпен — 1697, Неаполь) — фламандський живописець доби бароко з династії художників Брейгелів, майстер натюрмортів.

## Життєпис
Народився в художній родині. Мати — Анна Марія Янссенс, батько — художник Ян Брейгель молодший. В родині було п'ятеро синів, Абрагам Брейгель був другий і найбільш обдарованим. Художню освіту почав опановувати в майстерні батька. Відрізнявся здібностями навіть в юнацькі роки. Так, відомо, що першу картину Абрагама придбали коли хлопцю виповнилось п'ятнадцять років.
У віці 23 роки він став членом гільдії художників міста Антверпена. Через два роки він відбув до Рима стажуватись.

## Римський період
Праця в Римі супроводжувала богемний спосіб життя молодого митця. Він був прийнятий у товариство північних художників «Перелітні птахи», де дістав прізвисько «Рейнський граф». Відомо, що в Римі побився із художником Франческо Кьяветті й мав травму голови. 
1662 року він виїхав з Рима, за припущеннями на південь Італії у місто Мессіна. 1664 року він повернувся до Рима, однак не поривав зв'язків із Мессіною, де мав захисника в особі князя Антоніо Руффо. Він став агентом Антоніо Руффо у Римі і його радником по придбанню творів мистецтва. Абрагам Брейгель спеціалізувався як на створенні квіткових натюрмортів, так і на створенні натюрмортів з однією фігурою, зазвичай жіночою.

## Шлюб з італійкою. Праця в Римі
1666 року  Абрагам Брейгель  узяв шлюб з римлянкою Анжелою Бараттою (або Бураттою ). За припущеннями, вона була донькою римського скульптора Франческо Баратти старшого (1590–1666), що працював у великій майстерні Лоренцо Берніні. Анжела Баратта народила сина, котрого назвуть Гаспар. Родина жила на Віа ді Ріпетта. 
1668 року його присилували покинути Рим через скандальний зв'язок із коханкою. Відомо, що 1670 року він був в Римі і став членом художньої академії Св. Луки, що дозволило працювати в папській столиці офіційно. Серед римських знайомих митця — Клод Лоррен і Ніколя Пуссен, художники-французи, що натуралізувались і одружились в Римі, близький приятель Абрагама Брейгеля — художник Джовані Паоло Кастеллі (1659–1730), що теж створював натюрморти з садовиною.

## Останні роки. Неаполітанський період
1675 року родина перебралась до Неаполя. Відтоді художник пов'язав власне життя з Неаполем, де працював до власної смерті. Митець виборов визнання і авторитет у неаполітанському художньому середовищі. Серед приятелів Абрагама в Неаполі — художники родини Рекко та Джованні Баттіста Руопполо. 1695 року історіограф Андреа Петруччі зараховував Абрагама Брейгеля до найкращих художників Неаполя поряд із Лукою Джордано, Джузеппе Рекко, Джованні Баттіста Руопполо.

## Вибрані твори

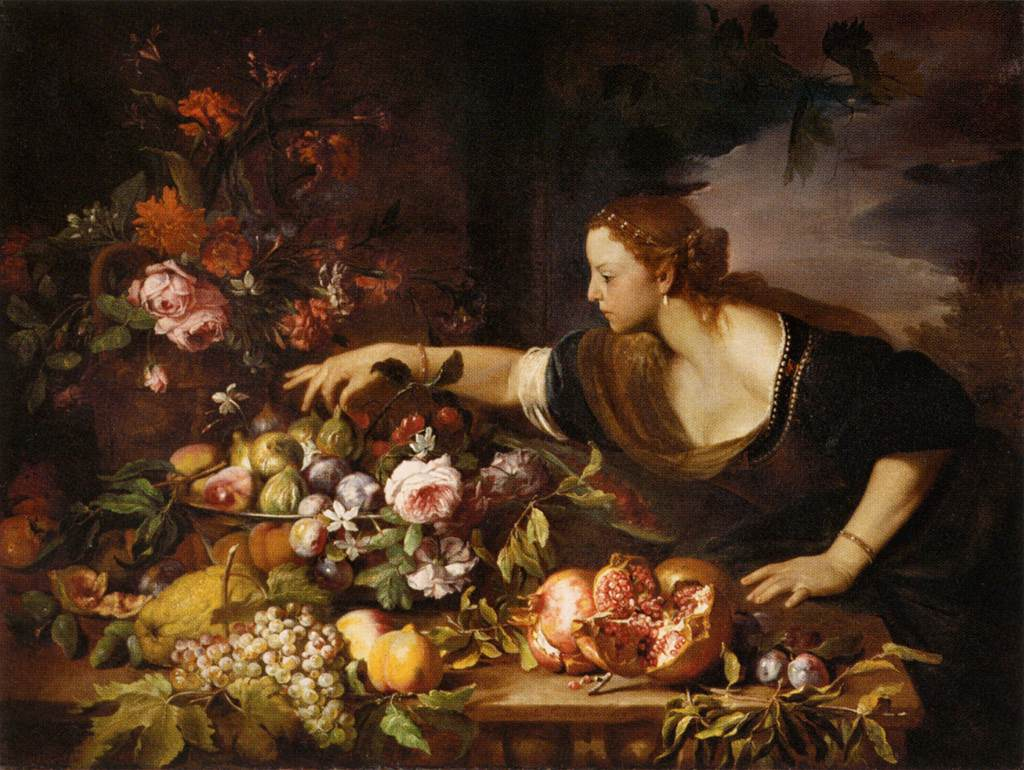
« Молода пані обирає смокви», 1669 р.

- «Квіти для погруддя богині Венери»
- «Натюрморт з фігурою дівчини, що несе квіти», до 1675 р.
- «Букет у бронзовій вазі»
- «Янгол охоронець в рамі з квітами», 1660 р.
- «Молода пані обирає смокви», 1669 р.
- «Фрукти, квіти і коштовний посуд», до 1680 р., Музей Бойманс ван Бенінгена
- «Квіти і фрукти», Ермітаж, Санкт-Петербург[4]
- «Квіти з архітектурою на тлі», Ермітаж, Санкт-Петербург
- «Фрукти», Ермітаж, Санкт-Петербург[4]

## Галерея вибраних творів

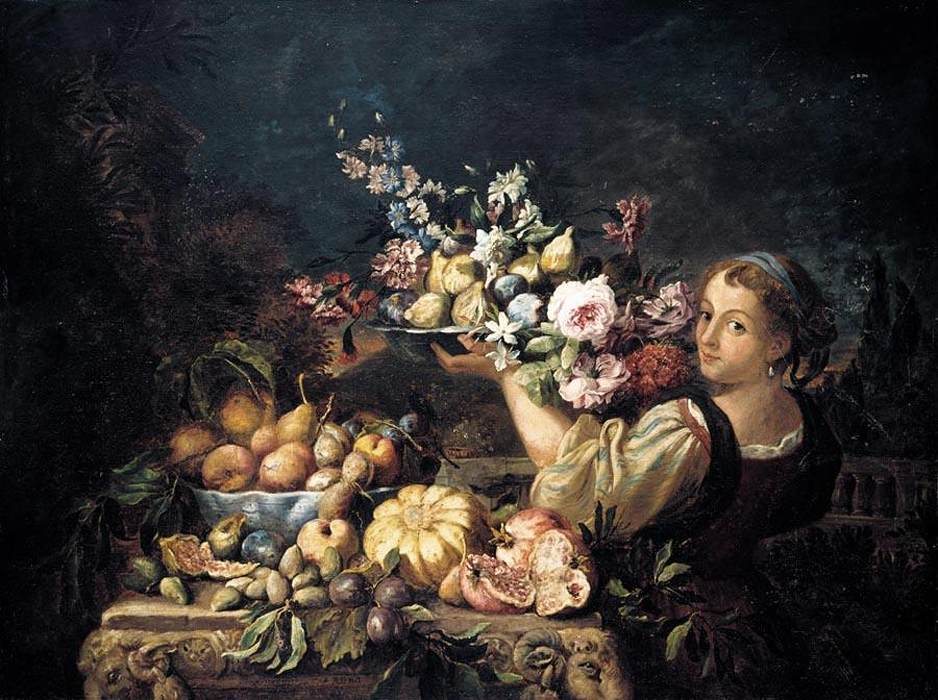
« Натюрморт з фігурою дівчини, що несе квіти », до 1675 р.
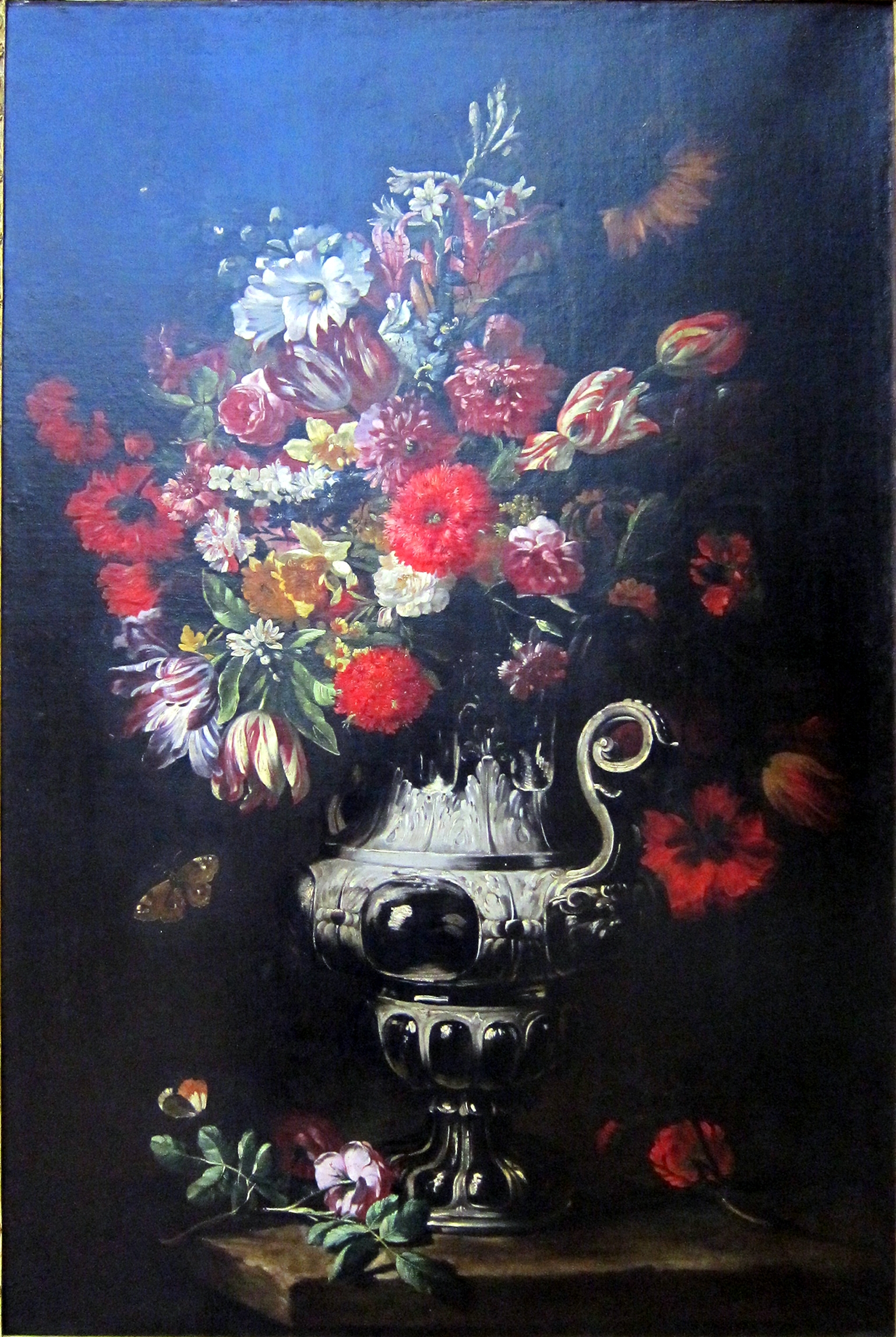
«Букет в коштовній вазі», Діжон, Франція
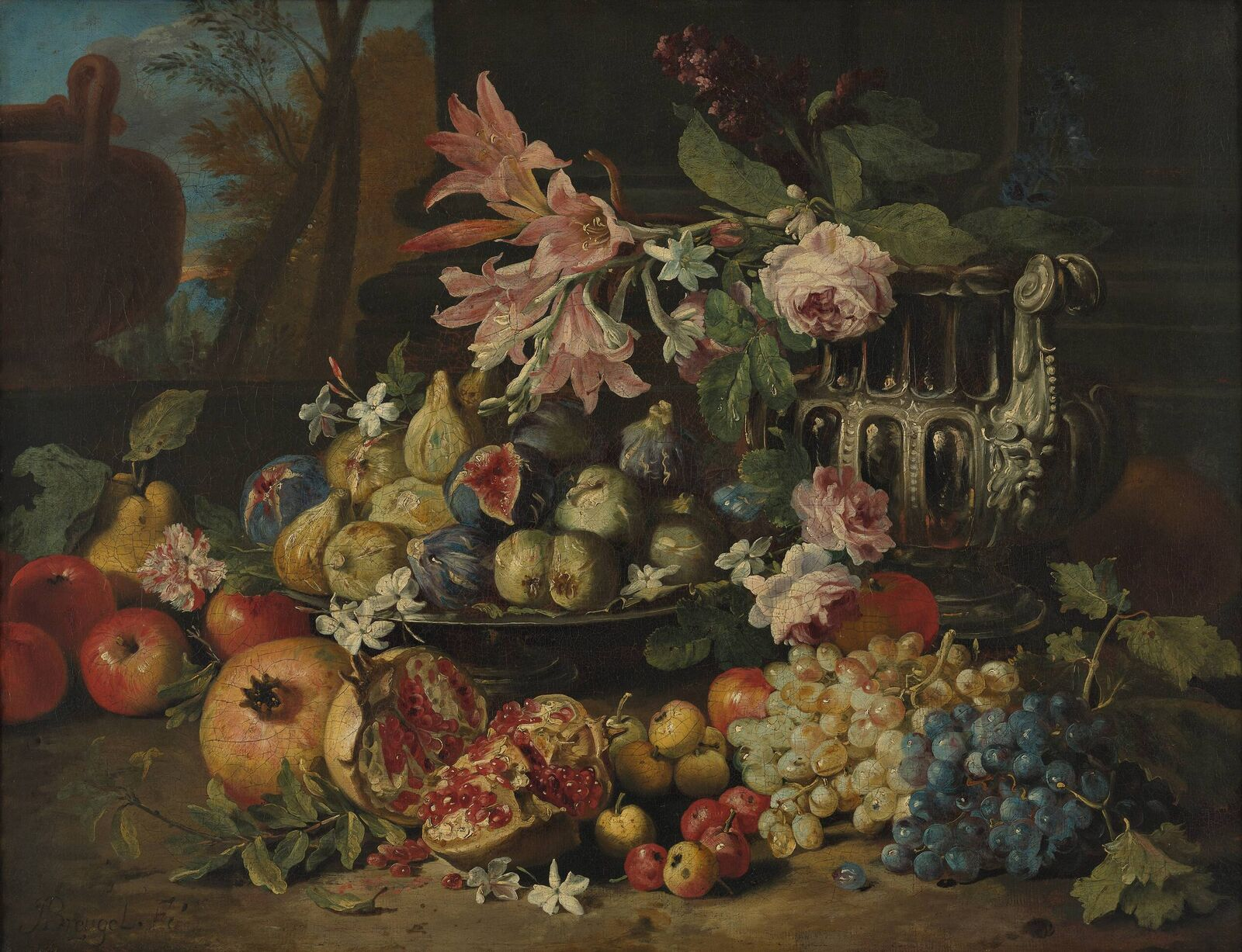
«Фрукти, квіти і коштовний посуд», до 1680 р., Музей Бойманс ван Бенінгена